# Normann Kleine
Normann Kleine is een Surinaams ondernemer en politicus.
Hij groeide op in Paramaribo als zoon van een Duitse vader en een Chinese moeder.

## Politiek
Vanaf begin jaren 70 was hij werkzaam in de automatisering. Zo was hij eigenaar van het computerbedrijf Keycomp toen hij op 1 januari 1985 Marcel Chehin opvolgde als minister van Financiën en Planning. Net als zijn voorganger zat hij namens het bedrijfsleven in het kabinet terwijl er ook 5 ministers namens het militair gezag in dat kabinet zaten.
Kleine werd bekritiseerd omdat de Surinaamse overheid via Keycomp tijdens zijn ministerschap Altos computers had gekocht ter waarde van 120.000 Amerikaanse dollar. In september van dat jaar nam hij al ontslag vanwege onenigheid met Desi Bouterse en de toenmalige minister van Binnenlandse Zaken Jules Wijdenbosch en de president van de Centrale Bank, Henk Goedschalk, waarna premier Wim Udenhout zijn functies tijdelijk erbij nam. Kleine had enorme problemen met de overschrijdingen die door Wijdenbosch werden voorgesteld terwijl er bilateraal afspraken werden gemaakt met de diverse ministers over de uitgaven. Verder weigerde Kleine medewerking aan diverse leningsovereenkomsten voorgesteld door Goedschalk die net terugkwam van een reis naar Colombia samen met Desi Bouterse.
Via de computers zou het uitgavebeleid worden gecontroleerd. Mogelijk was de kritiek niet vanwege de 120.000 dollars maar vanwege het controle effect. Udenhout zorgde daarna voor de grootste inflatie samen met zijn minister Wijdenbosch, de latere president van Suriname.

## Veronica
Begin jaren 90 was hij directeur automatiseringsprojecten bij de Nederlandse publieke omroeporganisatie Veronica. In die periode verspreidde ze de programmagegevens via bulletin board systems (BBS) maar op advies van Adam Curry werd de focus verlegd naar het toen nog nauwelijks in Nederland bekende internet wat in samenwerking met de uitgever Wegener in 1994 leidde tot de site Veronica Interactive Plaza.
Veronica stuurde Kleine in 1994 naar Paramaribo om daar een pand te kopen voor een dochterbedrijf met datatypistes. Via een tussenpersoon werd een pand gekocht voor 275.000 gulden, maar de eigenaar kreeg slechts 200.000 gulden. Toen dit uitkwam eiste Veronica 75.000 terugkrijgen van Kleine, maar hij beweerde dat dit reeds bij de notaris bekend was gemaakt door de eigenaar van het gebouw en de tussenpersoon. Kleine spande op zijn beurt na zijn vertrek bij Veronica een rechtszaak aan tegen zijn vorige werkgever omdat zij zijn laatste salaris niet wilden betalen.
Overigens is het internet in Suriname door Kleine en zijn technisch team van Veronica opgestart. De internet provider sr.net is nog steeds actief.

## The Internet Plaza
In november 1995 begon Kleine in Almere met de internet serviceprovider The Internet Plaza (TIP) wat landelijk onbeperkt internet aanbood voor bijna 30 gulden per maand. In mei 1996 hadden ze al 10.000 klanten binnen. Toen het bedrijf naar Amsterdam wilde verhuizen bood de gemeente aan om samen met de provincie voor 2 miljoen gulden een glasvezelverbinding te subsidiëren als TIP in Almere zou blijven. Uiteindelijk leverde dit de gemeente Almere een enorme strop op. In 1998 kocht World Online van Nina Brink het bedrijf TIP waarmee World Online tijdelijk de grootste serviceprovider van Nederland werd. Ondanks het feit dat TIP slechts huurder was van het gebouw en vanaf dag 1 stelde geen enkele subsidie te wensen werd in overleg met de Gemeente besloten het centrum over te nemen en verder op eigen risico te exploiteren. Kleine zorgde samen met zijn partner Van Vliet ervoor dat de continuïteit gehandhaafd werd. Rob Franken (initiatiefnemer van Flevonet) heeft op Internet enkele pagina's geplaatst waarop kritische informatie staat over het Digitaal Centrum Flevoland (DCF). In de laatste artikelen staat te lezen hoe uiteindelijk het DCF werd gered door Kleine en partners.

## Air Holland
Air Holland was een Nederlandse charterluchtvaartmaatschappij die in 2003 begon tussen de Nederlandse Antillen en Nederland te vliegen. Dit bedrijf, waar Kleine en zijn partner Van Vliet 5% belang in hadden, ging in 2004 failliet door mismanagement van de directie in Nederland. Volgens het Openbaar Ministerie zou er voor het faillissement 25 miljoen gulden (ruim 11 miljoen euro) aan drugsgelden geïnvesteerd zijn in dit bedrijf. Ook het intussen failliete bedrijf Royal Aruban Airlines (RAA) waar Kleine slechts 6 maanden bij betrokken was als adviseur en zich terug trok nadat voor hem onduidelijk werd hoe en door wie werd geïnvesteerd, zou mede met drugsgelden gefinancierd zijn. Bij het onderzoek naar Air Holland werd Normann Kleine niet gezien als verdachte maar alleen gehoord als getuige samen met zijn partner Van Vliet. Onlangs zijn alle verdachten in de zaak Air Holland vrijgesproken.

## HipTV
In september 2005 ging de internet televisieportal HipTV online. HipTV is gestart als een onderdeel van The Entertainment Group met Kleine als initiator. Het bedrijf was pionier op het gebied van streaming video en leverde later een breed aanbod aan internetdiensten. HipTV is vrij snel overgenomen door het beursgenoteerde 2Waytraffic dat op zijn beurt in maart 2008 gekocht werd door Sony TV.